# Серетецкий сельский совет (Зборовский район)
Серетецкий сельский совет (укр. Серетецька сільська рада) — входит в состав
Зборовского района
Тернопольской области
Украины.
Административный центр сельского совета находится в 
с. Серетец.

## История
- 1939 — дата образования.

## Населённые пункты совета
- с. Серетец
- с. Подберезцы